# Cyclopharynx schwetzi
Cyclopharynx schwetzi är en fiskart som först beskrevs av Poll, 1948.  Cyclopharynx schwetzi ingår i släktet Cyclopharynx och familjen Cichlidae. IUCN kategoriserar arten globalt som livskraftig. Inga underarter finns listade i Catalogue of Life.